# Else Hermansson
Else Charlotte Hermansson, född 17 september 1900 i Wien i Österrike, död 1 september 1997 i Stockholm, var en svensk målare. Hon studerade vid akademien i hemstaden samt i München, Paris och Italien.  Hon har målat porträtt och genremotiv, men mest landskap, gärna med motiv från Skåne och stockholmstrakten och hållna i en diffus silverton. Else Hermansson är begravd på Skogskyrkogården i Stockholm.